# アンファール作戦
アンファール作戦（Anfal campaign、アラビア語: حملة الأنفال、クルド語: شاڵاوی ئەنفال、アンファール虐殺）は、1980年代後半にバアス党政権によって50,000人から182,000人のクルド人が殺害された、大量虐殺的対反乱作戦。